# Acalypha hassleriana
Acalypha hassleriana är en törelväxtart som beskrevs av Robert Hippolyte Chodat. Acalypha hassleriana ingår i släktet akalyfor, och familjen törelväxter. Inga underarter finns listade i Catalogue of Life.